# Pârâul Seaca, Tărlung
Pârâul Seaca este un curs de apă, afluent al Râului Tărlung. 